# Arthroleptinae
Az Arthroleptinae a kétéltűek (Amphibia) osztályába, a békák (Anura) rendjébe és az Arthroleptidae családjába tartozó alcsalád.

## Elterjedése
Az alcsaládba tartozó nemek Afrikában, a Szaharától délre fekvő területeken honosak.

## Rendszerezésük
Az alcsaládba tartozó nemek:
- Arthroleptis Smith, 1849
- Cardioglossa Boulenger, 1900